# Hermanas de la Caridad del Sagrado Corazón de Jesús
La Congregación de Hermanas del Sagrado Corazón de Jesús (oficialmente en latín: Congregatio Sororum Caritatis Sacri Cordis Iesu) es una congregación religiosa católica femenina, de vida apostólica y de derecho pontificio, fundada en 1877 por la religiosa española Isabel de Larrañaga Ramírez, en Madrid. A las religiosas de este instituto se les conoce como hermanas corazonistas y posponen a sus nombres las siglas H.C.C.J.

## Historia

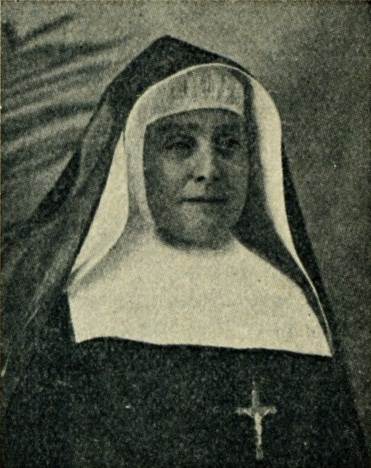
Rita Dolores Pujalte Sánchez (1853-1936), una de las religiosas mártires durante la Guerra civil española, es venerada como beata en la Iglesia católica.

La congregación fue fundada el 2 de febrero de 1877 en Madrid, España, por Isabel de Larrañaga Ramírez, para la enseñanza y dirección de los ejercicios espirituales, aunque más tarde asumieron la pastoral educativa en escuelas católicas, principalmente infantiles. Para dar vida al proyecto, la fundadora contó con el apoyo del papa Pío IX y la colaboración de Enrique de Ossó.
El instituto recibió la aprobación como congregación religiosa de derecho diocesano en 1883, de parte de Juan Ignacio Moreno y Maisanove, arzobispo de Toledo. El papa Benedicto XV elevó el instituto a congregación religiosa de derecho pontificio, mediante decretum laudis del 28 de noviembre de 1920.
Entre las miembros del instituto destacan la fundadora Isabel de Larrañaga Ramírez, cuyo proceso de beatificación se encuentra en curso y es considerada venerable en la Iglesia católica y las religiosas españolas Rita Dolores Pujalte Sánchez y Francisca Aldea Araujo, quienes murieron como mártires, durante la Guerra civil española del siglo XX y son veneradas como beatas.

## Organización
La Congregación de Hermanas de la Caridad del Sagrado Corazón de Jesús es un instituto religioso de derecho pontificio y centralizado, cuyo gobierno es ejercido por una superiora general. La sede central se encuentra en Roma (Italia).
Las hermanas corazonistas viven según el modelo de vida establecido en sus propias constituciones y se dedican a la educación, a la dirección de los ejercicios espirituales y a la pastoral social, especialmente en favor de las mujeres. En 2017, el instituto contaba con 308 religiosas y 51 comunidades, presentes en Angola, España, Chile, Portugal, Puerto Rico y Venezuela.